# Molí del Mig (Xerta)
El Molí del Mig és una obra de Xerta (Baix Ebre) protegida com a Bé Cultural d'Interès Local.

## Descripció
Actualment es conserva en molt mal estat; s'han tombat les parets laterals, deixant en perillós estat la coberta. L'edifici és de maçoneria ordinària de planta mixtilínia, perpendicular amb el mur posterior de forma semicircular; consta d'una sala alta. Sota seu hi ha un soterrani cobert amb una volta rebaixada. L'accés es fa per una porta allindada amb una finestra a sobre, coberta a una sola vessant inclinada cap a la façana. A uns 100m. seguint la séquia hi ha el molí de baix.

## Història
Sobre el dintell hi ha pintada la data de 1741. Aquest molí, com també el de baix o el de dalt, foren construïts per aprofitar la tracció de l'aigua que baixa de les séquies de Paüls. Aquest és el darrer dels tres que es construí.